# 베타-락탐

가장 단순한 β-락탐인 2-아제티딘온

베타-락탐(영어: beta-lactam, β-lactam)은 3개의 탄소 원자와 1개의 질소 원자로 이루어진 이종원자 4원자 고리 락탐이다. 락탐은 고리형 아마이드이며, β-락탐은 질소 원자가 카보닐기와 관련된 β-탄소 원자와 결합하고 있기 때문에 그렇게 명명되었다. 가장 단순한 β-락탐은 2-아제티딘온이다. β-락탐은 의약품의 중요한 구조 단위이다. β-락탐 고리는 많은 항생물질이 공통으로 포함하고 있는 것으로 이런 것들을 베타-락탐계열 항생물질이라고 부른다. 이 항생물질들은 세균 세포벽의 합성을 방해하여 항균작용을 나타낸다. 세균들은 이 물질들의 대응으로 베타-락타메이스를 생성한다.

## 임상적 중요성

페니실린의 분자구조식. 베타-락탐 핵은 중앙의 질소원자를 포함하고 있는 사각형 모양이다. 다른 구조식에서도 쉽게 고리를 찾아볼 수 있다.

클라불란산

아목시실린

암피실린

플루클록사실린

β-락탐 고리는 여러 항생제 계열의 핵심 구조의 일부이며, β-락탐 계열 항생제의 예로는 페니실린, 세팔로스포린, 카바페넴, 모노박탐 등이 있다. 거의 모든 항생제는 세균의 세포벽 생합성을 저해함으로써 작용한다. 이는 세균에게 치명적인 영향을 미치지만, 주어진 세균 개체군에는 일반적으로 β-락탐 계열 항생제에 내성을 가지고 있는 하위 그룹을 포함하고 있다. 세균의 내성은 β-락탐 고리를 파괴하는 효소의 한 부류인 β-락타메이스를 생성하는 많은 유전자들 중에 하나가 발현한 결과로 생겨난다. 1,800개 이상의 서로 다른 β-락타메이스가 다양한 종류의 세균에서 문서화되어 있다. 이들 효소는 화학 구조와 촉매 효율이 매우 다양하다. 세균 개체군에 이러한 내성을 가지고 있는 하위 그룹이 존재할 때 β-락탐 계열 항생제로 처리하면 내성 균주가 보다 널리 퍼져서 상황을 더 악화시킬 수 있다. β-락탐 계열 항생제는 가장 중요한 항생제 부류 중 하나로 간주되지만, 임상적으로 내성이 생기기 쉽다. β-락탐은 세균의 세포벽의 펩티도글리칸 부분을 교차결합시키는 기능을 하는 페니실린 결합 단백질(PBP)로 알려져 있는 효소 부류에 대해 자연적으로 생성되는 d-Ala-d-Ala 기질을 모방하여 항생제 특성을 나타낸다.

## 베타-락탐계열 항생물질에 대한 저항성
베타-락탐계열 항생제는 인기있는 항생제였기 때문에 세균들은 쉽게 이들 항생제에 대한 대응책을 마련할 수 있었다. 그것이 바로 베타-락타메이스(베타-락탐 분해효소)이다. 이것은 베타-락탐 고리를 분해하며 항생제의 항균능력을 거의 무력화시킨다. 이것의 생성능은 돌연변이로 쉽게 획득할 수 있으며 이렇게 된 균주는 단일 성분의 기존 항생제로는 거의 제거가 불가능하다.
페니실린만을 무력화시키는 베타-락타메이스를 페니실리네이스(Penicillinase)라고 부르기도 한다.

### 대처
베타-락타메이스 생성 균주의 치료 방법으로서 사용되는 것은 대표적으로 오구멘틴(augmentin)이 있다. 오구멘틴은 아목시실린과 클라불란산의 조합으로, 베타-락탐계열 항생제로 분류되지만 클라불란산이 베타-락타메이스와 결합하여 베타-락타메이스를 소모시켜 궁극적으로 아목시실린의 베타-락탐은 베타-락타메이스에 영향을 받지 않고 그대로 항균효과를 나타낼 수 있다.

## 역사
최초의 합성 β-락탐은 1907년 헤르만 슈타우딩거가 아닐린과 벤즈알데하이드의 시프 염기를 다이페닐케텐과 [2+2] 고리화 첨가(Ph는 페닐기를 나타냄) 반응으로 제조했다.
|  |

1970년까지 대부분의 β-락탐 연구는 페니실린 및 세팔로스포린 그룹과 관련이 있었지만, 그 후로 다양한 구조가 설명되었다.

## 합성 및 반응성
β-락탐의 합성을 위해 많은 방법이 개발되었다.
브렉포트 합성(Breckpot synthesis) : 그리냐르 시약을 사용하여 베타 아미노산 에스터의 고리화로부터 치환된 β-락탐의 합성이다.
|  |

고리 변형으로 인해 β-락탐은 선형 아마이드 또는 더 큰 락탐보다 보다 쉽게 가수분해된다. 이러한 변형은 대부분의 β-락탐 계열 항생제에서 발견되는 것처럼 두 번째 고리에 대한 융합에 의해 더욱 더 증가한다. 이러한 경향은 β-락탐의 아마이드 특성이 시스템의 비평 탄성(aplanarity)에 의해 감소하기 때문이다. 이상적인 아마이드 질소 원자는 공명으로 인해 sp2-혼성화되고 sp2-혼성화된 원자는 평면삼각형 분자기하를 갖는다. 피라미드 결합 기하학이 고리 평면에 의해 질소 원자에 가해지면 아마이드 결합의 공명이 감소하고 카보닐이 보다 더 케톤과 비슷해진다. 노벨 화학상 수상자인 로버트 번스 우드워드는 매개변수 h를 질소(꼭대기로서)와 인접한 3개의 원자로 정의된 삼각 피라미드의 높이 측정값으로 설명했다. 매개변수 h는 β-락탐 결합의 강도에 해당하며 낮은 수(보다 평면적이고, 이상적인 아마이드와 유사함)가 더 강하고 반응성이 작다. 모노박탐은 0.05~0.10 사이의 옹스트롬(Å)의 h값을 갖는다. 세팔로스포린 계열의 h값은 0.20~0.25 Å이다. 페니실린 계열의 h값은 0.40~0.50 Å인 반면 카바페넴 계열 및 클라밤 계열의 h값은 0.50~0.60 Å이며, 가수분해에 대한 β-락탐의 반응성이 가장 높다.

## 기타 활용
새로운 연구에 따르면 β-락탐은 개환 중합을 거쳐 아마이드 결합을 형성하여 나일론-3 중합체가 될 수 있다. 이러한 중합체의 골격은 생체 기능에 사용되는 펩타이드와 동일하다. 나일론-3 중합체는 숙주 방어 펩타이드를 모방하거나 3T3 줄기세포 기능을 자극하는 신호 역할을 할 수 있다.
구조에 β-락탐이 있는 튜불린을 표적으로 하는 항증식제도 보고되었다.

## 같이 보기
- 항생제
- β-락탐 계열 항생제
- 아제티딘
- 락톤